# Summit (Stargate SG-1)
Summit (Reunión Cumbre en Latinoamérica, La Cumbre en España) es el décimo quinto episodio de la quinta temporada de la serie de televisión de ciencia ficción Stargate SG-1, y el centésimo tercero de toda la serie. Corresponde a la parte 1 de 2 episodios, siendo seguida por "Last Stand".

## Trama
Lord Zipacna se reúne con Osiris para felicitarle por su rápido aumento de poder y para ofrecerle una singular propuesta. Osiris se niega a servirle, pero Zipacna inmediatamente aclara que en realidad él representa a un Goa'uld mucho más poderoso, y al que de hecho Osiris una vez conoció muy bien: Anubis. 
Mientras tanto, los Tok'ra informan al SGC que planean matar a los 7 principales Señores del Sistema Goa'uld, durante una Reunión Cumbre que se realizara para establecer un Nuevo Orden en la Galaxia, a raíz del desequilibrio producido por las muertes de Cronos y Apophis. Los Tok’ra necesitan de alguien que hable un Goa’uld fluido y que sea humano, por lo que el mejor candidato resulta ser Daniel Jackson. Luego de aceptar, el SG-1 y el SG-12 son llevados a la importante base Tok'ra de Revanna, donde les revelan la forma en que planean matar a los Señores del Sistema. Ellos han creado un poderoso veneno para matar simbiontes. Aunque no es letal para los humanos, el anfitrión fallece de todas formas debido a que el Goa'uld libera su propia toxina cuando muere. Una vez reunidos todos los Goa’uld, Daniel deberá activar el dispositivo que soltará el veneno, el cual actuará de forma inmediata. Para llegar a la reunión que será una estación espacial en territorio neutral donde no se le permitirá a nadie traer armas, Daniel tendrá que hacerse pasar por el "Lo'taur" (esclavo humano personal) de Lord Yu, ya que a cada Señor se le permitirá traer uno. Usando la sustancia altera-memorias Re'ol en este Goa'uld, Daniel le hará creer que es su sirviente.
Sin embargo, mientras Daniel y Selmak/Jacob parten a comenzar la operación, la base Tok’ra es atacada por la flota de Lord Zipacna, quien se ha enterado de la nueva arma. El Portal es activado por Zipacna para evitar que alguien escape. 
En la Cumbre, en tanto, los 7 Señores del Sistema han llegado. Baal, Bastet, Kali, Morrigan, Olokun y Svarog, además del mismo Yu. Jacob/Selmak, quien se encuentra en una nave de carga en las proximidades de la estación, le dice a Daniel que accione el veneno, pero este le responde que aún no, ya que al parecer los Goa’uld están esperando a alguien más, cosa que los Tok’ra no sabían. Hablan también sobre un misterioso Goa’uld que aparentemente les ha causado muchas derrotas usando solo sus naves y nunca sus Jaffa. No obstante, durante las conversaciones los Señores sospechan entre ellos. De hecho Kali dice que su Jaffa Principal logró abordar una de las naves y ver que uno de los Jaffa enemigos tenía el símbolo de Olokun, lo cual provoca la inmediata negación de éste, argumentando que previamente varios de sus Jaffa en vez de morir con honor se rindieron ante este misterioso Goa'uld.
En la Base Tok'ra, mientras, hay un caos total. Los Al'kesh bombardean sin cesar y los túneles se derrumban. O’Neill, Teal'c y un Tok'ra salen a inspeccionar el terreno, y ven como los Jaffa descienden y entran en los túneles. Mientras Carter y el resto van al laboratorio a tratar de sacar la fórmula del “veneno Simbionte”. En esa sala además se encuentra el simbionte Lantash en éxtasis desde la muerte de Martouf. Es entonces cuando se produce un derrumbe, muriendo todos excepto Carter y el teniente Elliot (en su primera misión). Sin embargo, Lantash se ha visto forzado a mezclarse en el Teniente debido a que su estaque se quebró por el colapso del techo. En tanto, 2 deslizadores matan al Tok'ra acompañante de O'Neill y Teal'c cuando estos volvían al complejo. Ya reunido todo el SG-1 y Elliot/Lantash, pronto se dan cuenta de que al parecer todos los Tok'ra de la base han muerto. Al intentar salir por los anillos, su camino se ve bloqueado por un derrumbe; Lantash dice que no hay otro.
Paralelamente, el último invitado acaba de llegar a la reunión de Señores. Justo antes que Daniel active el dispositivo se revela que el otro Goa'uld resulta ser Osiris (Sarah Gardner) y por eso Daniel se detiene. Al parecer Osiris logra reconocer a Daniel, pero no dice nada y simplemente continúa hablando con el resto sobre las sorpresas que se llevaran al oír su propuesta.
Después durante un receso en la reunión Jackson informa de la situación a Selmak/Jacob, pero antes de que este pueda responderle, Osiris llega arrinconando a Daniel y haciéndole entender claramente que recuerda quien es él.

## Artistas invitados
- Carmen Argenziano como JacobCarter/Selmak.
- Vince Crestejo como Lord Yu.
- Anna-Louise Plowman como Osiris
- Courtenay J. Stevens como el teniente Elliot/Lantash.
- Gary Jones como Walter Harriman.
- Kevin Durand como Zipacna.
- Cliff Simon como Lord Ba'al.
- Jennifer Calvert como Ren'al.
- William deVry como Aldwin.
- Kwesi Ameyaw como Olokun.[3]
- Paul Anthony VI como esclavo.[3]
- Anthony Ulc como Mansfield.[3]
- Suleka Mathew como Kali.[3]
- Simon Hayama como Jarren.[3]
- Bonnie Kilroe como Morrigan.[3]
- Andrew Kavadas como Jaffa de Zipacna.[3]
- Natasha Khade como Bastet.[3]